# جان ویلیام بابلز
جان ویلیام بابلز (انگلیسی: John William Bubbles) بازیگر تئاتر و سینما و هنرمند وودویل و رقص اهل ایالات متحده آمریکا بود.
وی یکی از اعضای گروه هنری دونفرهٔ «باک اَند بابلز» بود. تخصص او در رقص «تپ دنس» بود و «فرد آستر» این نوع رقص را از وی در سال ۱۹۲۰ فرا گرفت.
مایکل جکسون رقص بابلز را تحسین می‌کرد و حرکات رقص وی را مورد بررسی و مداقه قرار داده بود تا بتواند از آن، در حرکات خود الهام بگیرد.